# Timmiella subintegra
Timmiella subintegra är en bladmossart som beskrevs av Hugh Neville Dixon 1929. Timmiella subintegra ingår i släktet Timmiella och familjen Pottiaceae. Inga underarter finns listade i Catalogue of Life.